# 시르나크주

시르나크주의 위치

시르나크주(튀르키예어: Şırnak ili)는 튀르키예 남동부에 위치한 주로, 동남아나톨리아 지역에 속한다. 주도는 시르나크이며 면적은 7,172km2, 인구는 403,607명(2006년 기준), 자동차 번호는 73번, 시외전화 지역번호는 0486번이다. 시리아, 이라크와 국경을 접하며 7개 군을 관할한다. 쿠르드족이 다수를 차지한다.